# The Ed Hunter Tour
La gira The Ed Hunter tour de Iron Maiden comenzó en Saint John, Nuevo Brunswick, Canadá. Los ensayos fueron realizados en el Harbour Station, el estadio más grande de la ciudad; Iron Maiden realizó allí una actuación antes de comenzar la gira. Este tour fue el primero con la formación actual de Iron Maiden tras al regreso de Adrian Smith, que se había marchado en 1990, y Bruce Dickinson, que había dejado el grupo en 1993. 
En Los Ángeles, el guitarrista Dave Murray se rompió el meñique, provocando la cancelación de tres conciertos.
Adrian Smith se ausentó en tres actuaciones debido al fallecimiento de su padre.

## Lista de canciones
| N.º | Título                                                     | Duración |  |
| 1.  | «Intro: Churchill's Speech»                                |          |  |
| 2.  | «Aces High» (Powerslave 1984)                              |          |  |
| 3.  | «Wrathchild» (Killers 1981)                                |          |  |
| 4.  | «The Trooper» (Piece of Mind 1983)                         |          |  |
| 5.  | «2 Minutes to Midnight» (Powerslave 1984)                  |          |  |
| 6.  | «The Clansman» (Virtual XI 1998)                           |          |  |
| 7.  | «Wasted Years» (Somewhere in Time 1986)                    |          |  |
| 8.  | «Killers» (Killers 1981)                                   |          |  |
| 9.  | «Futureal» (Virtual XI 1998)                               |          |  |
| 10. | «Man on the Edge» (The X Factor 1995)                      |          |  |
| 11. | «Powerslave» (Powerslave 1984)                             |          |  |
| 12. | «Phantom of the Opera» (Iron Maiden 1980)                  |          |  |
| 13. | «The Evil That Men Do» (Seventh Son of a Seventh Son 1988) |          |  |
| 14. | «Fear of the Dark» (Fear of the Dark 1992)                 |          |  |
| 15. | «Iron Maiden» (Iron Maiden 1980)                           |          |  |
| 16. | «The Number of the Beast» (The Number of the Beast 1982)   |          |  |
| 17. | «Hallowed be Thy Name» (The Number of the Beast 1982)      |          |  |
| 18. | «Run to the Hills» (The Number of the Beast 1982)          |          |  |

Notas:
- Stranger in a Strange Land (Somewhere In Time, 1986) Fue interpretada en los primeros 5 conciertos del tour.

## Fechas de la gira
| Fecha                    | Ciudad                      | País           | Lugar                                 |
| Norteamérica             | Norteamérica                | Norteamérica   | Norteamérica                          |
| ------------------------ | --------------------------- | -------------- | ------------------------------------- |
| 11 de julio de 1999      | Saint John, Nuevo Brunswick | Canadá         | Harbour Station                       |
| 13 de julio de 1999      | Montreal                    | Canadá         | Molson Centre                         |
| 14 de julio de 1999      | Quebec City                 | Canadá         | L'Agora                               |
| 16 de julio de 1999      | Nueva York                  | Estados Unidos | Hammerstein Ballroom                  |
| 17 de julio de 1999      | Nueva York                  | Estados Unidos | Hammerstein Ballroom                  |
| 18 de julio de 1999      | Boston, Massachusetts       | Estados Unidos | Orpheum Theatre                       |
| 20 de julio de 1999      | Toronto                     | Canadá         | Massey Hall                           |
| 21 de julio de 1999      | Cleveland, Ohio             | Estados Unidos | Plain Dealer Pavilion                 |
| 23 de julio de 1999      | Milwaukee, Wisconsin        | Estados Unidos | Eagles Ballroom                       |
| 24 de julio de 1999      | Clarkston, Michigan         | Estados Unidos | Pine Knob Music Theatre               |
| 25 de julio de 1999      | Chicago, Illinois           | Estados Unidos | Aragon Ballroom                       |
| 27 de julio de 1999      | Greenwood Village, Colorado | Estados Unidos | Fiddler's Green Amphitheatre          |
| 30 de julio de 1999      | Los Angeles, California     | Estados Unidos | Greek Theater                         |
| 31 de julio de 1999      | San Jose, California        | Estados Unidos | San Jose Event Center (Cancelado)     |
| 2 de agosto de 1999      | Las Vegas, Nevada           | Estados Unidos | The Joint (Cancelado)                 |
| 3 de agosto de 1999      | Mesa, Arizona               | Estados Unidos | Mesa Amphitheatre (Cancelado)         |
| 5 de agosto de 1999      | El Paso, Texas              | Estados Unidos | El Paso County Coliseum               |
| 7 de agosto de 1999      | San Antonio, Texas          | Estados Unidos | Sunken Gardens Amphitheatre           |
| 8 de agosto de 1999      | Dallas, Texas               | Estados Unidos | Bronco Bowl                           |
| Europa                   |                             |                |                                       |
| 9 de septiembre de 1999  | Paris                       | France         | Palais Omnisports de Paris-Bercy      |
| 10 de septiembre de 1999 | Róterdam                    | Netherlands    | Ahoy' Rotterdam                       |
| 12 de septiembre de 1999 | Hamburg                     | Germany        | Sporthalle                            |
| 13 de septiembre de 1999 | Gdańsk                      | Polonia        | Hala Olivia                           |
| 15 de septiembre de 1999 | Helsinki                    | Finland        | Helsinki Ice Hall                     |
| 17 de septiembre de 1999 | Stockholm                   | Sweden         | Stockholm Globe Arena                 |
| 18 de septiembre de 1999 | Gothenburg                  | Sweden         | Scandinavium                          |
| 20 de septiembre de 1999 | Essen                       | Germany        | Grugahalle                            |
| 21 de septiembre de 1999 | Stuttgart                   | Germany        | Schleyerhalle                         |
| 23 de septiembre de 1999 | Milan                       | Italy          | Filaforum                             |
| 25 de septiembre de 1999 | Barcelona                   | Spain          | Palau Olympic                         |
| 26 de septiembre de 1999 | Madrid                      | Spain          | Plaza de toros "La Cubierta", Leganés |
| 1 de octubre de 1999     | Athens                      | Greece         | Peristeri Stadium                     |